# Luka Stojković
Pour les articles homonymes, voir Stojković.
Luka Stojković, né le 28 octobre 2003 à Zagreb en Croatie, est un footballeur croate qui évolue au poste de milieu offensif au Dinamo Zagreb.

## Biographie

### En club
Né à Zagreb en Croatie, Luka Stojković est formé par le club local du Lokomotiva Zagreb. Le 19 mai 2021, il signe son premier contrat professionnel avec le Lokomotiva, en même temps que son coéquipier Lukas Kačavenda.
Il joue son premier match en professionnel le 3 avril 2021, lors de la saison 2020-2021 de première division croate face au HNK Hajduk Split. Il entre en jeu à la place de Antonio Marin lors de cette rencontre perdue par son équipe sur le score de deux buts à zéro,.
Le 16 avril 2022, Stojković inscrit son premier but en professionnel, à l'occasion d'une rencontre de championnat face au HNK Rijeka. Titulaire, il ouvre le score d'une frappe de vingt mètres, puis il délivre une passe décisive pour Lukas Kačavenda. Il est ainsi le principal contributeur de la victoire des siens par deux buts à un,.
Le 22 août 2023, Luka Stojković rejoint le Dinamo Zagreb. Il signe un contrat courant jusqu'en juin 2028 et le montant du transfert est estimé à 3 millions d'euros.
Deux jours après son transfert, il fait ses débuts pour le Dinamo, à l'occasion d'un match qualificatif pour la phase de groupe de la Ligue Europa 2023-2024 contre l'AC Sparta Prague. Il entre en jeu et son équipe l'emporte par trois buts à un.

### En sélection
Stojković représente l'équipe de Croatie des moins de 19 ans à partir de 2021 jusqu'en 2022, avec un total de trois buts en douze matchs joués.
Le 16 mai 2022, Luka Stojković est convoqué pour la première fois avec l'équipe de Croatie espoirs par le sélectionneur Igor Bišćan. Le 8 juin 2022, il joue son premier match avec les espoirs, contre l'Estonie. Il entre en jeu à la place de Antonio Marin et son équipe l'emporte par quatre buts à zéro.